# Saint-Christophe (Tarn)
Saint-Christophe is een gemeente in het Franse departement Tarn (regio Occitanie) en telt 123 inwoners (1999). De plaats maakt deel uit van het arrondissement Albi.

## Geografie
De oppervlakte van Saint-Christophe bedraagt 15,3 km², de bevolkingsdichtheid is 8,0 inwoners per km².
De onderstaande kaart toont de ligging van Saint-Christophe (Tarn) met de belangrijkste infrastructuur en aangrenzende gemeenten.

## Demografie
Onderstaande figuur toont het verloop van het inwonertal (bron: INSEE-tellingen).